# 飞鱼反舰导弹
飛魚反艦飛彈（法語：Exocet）是一款由法國研發製造的反舰导弹，擁有艦射、潛射、空射等多種不同的發射方式，而除了潛射型版本外，飛魚反艦飛彈可以接近音速及接近水面5公尺不到的高度飛行避開軍雷達偵測，加強對水面艦艇的突防能力。
飛魚反艦飛彈的首個型號MM38於1973年在法國海軍服役，五年後空射型AM39裝備於法國空軍，隨後還發展出潛射型SM39裝備於法國海軍的潛艇。歷經許多實戰經驗，是一種整體性能評價優異的反艦飛彈系統。

## 發展歷史
飛魚飛彈第一次公開於1968年，是由法國與西德合作發展的AS.34鸕鶿反艦飛彈（Kormoran）衍生而來。第一位訂購的客戶是法國海軍。空射型AM39於1972年首次試射。潛射型於1979年公開，1981年中由Agosta號潛艇試射成功，1985年於Saphir號潛艇上服役。
改良型MM40於1981年初開始生產，第1000枚飛彈於1990年10月遞交給客戶。

## 系統設計

### 飛彈
飛魚飛彈是由歐洲著名的軍火製造商法國航太（Aérospatiale）所開發製造，設計目標是一種輕型反艦飛彈，因此射程規劃為40公里，配合小型船艦上的雷達與電子支援系統的直線距離，彈頭重量旨在癱瘓，而非擊沉一般大小船艦。設計人員認為要達到擊沉的目標，彈頭重量將會導致飛彈無法由小型船艦攜帶，而且他們也認為以0.9馬赫命中目標時帶來的傷害已經足夠，如果加上飛彈是在最大射程以內撞擊目標，剩餘的火箭燃料還能夠引發額外的破壞。
飛魚飛彈採用固態火箭發動機而非渦輪發動機，因此第一代MM38的射程只有40公里。設計人員認為渦輪發動機在啟動之後需要先提升高度，這會造成飛彈在遠距離就被發現的可能，也因為有效射程短，飛彈在飛行過程當中沒有中途更新目標資料的能力，這是由於設計人員認為以飛彈的飛行速度和射程，目標移動的範圍不會太大，同時極低的飛行高度也讓目標只有很短的反應時間，無法採取有效的迴避運動。新型MM40的射程提高至70公里，以配合艦載直昇機上雷達的搜索與標定距離。空射型SM39的最大射程根據載具的飛行速度而有變化，最大也是70公里。
彈頭只有碰撞引信，沒有近發引信，不過爆炸時間能夠設定在通過雷達獲得的目標位置之後0.015秒自動起爆，不過這項功能導致飛彈可能在通過干擾絲覆蓋的空域時意外引爆。法國航太目前提供客戶一款能夠更有效抗拒電子干擾的尋標頭更換現有的飛彈。

### 攻擊過程
飛彈在發射前的啟動時間需要60秒，主要是在預熱尋標頭的磁通管，需要輸入的資料包括目標距離和航向，載具本身的航向，速度以及垂直參考點，此外還可以額外加上尋標頭雷達搜索角度，雷達開啟距離，終端飛行高度以及引信選擇。
水面艦艇或者是陸基發射架具有12度的仰角，離開發射架之後兩秒鐘飛彈會先進入30到70公尺的最高飛行高度，在接下來的巡航階段是以慣性導引系統協助，高度會維持在9到15公尺之間，當距離預設目標位置12到15公里左右，飛行高度進一步降低至8公尺，如果海象平順，高度最低到2.5公尺，這時候雷達會開始工作尋找目標，並且以雷達高度計保持與海面的距離。

## 各種衍生型
根據發射方式共有多種版本，其系列版本與開始啟用的年份分別如下：
- MM38：艦射型、陸射型版本，1967年開始研發、1968年對外公開，1973年量產，1975年服役，現已停產。英國曾採購陸射型在1985至1997年間佈署直布羅陀，稱為「聖劍」。
- AM38：空射型版本，供直升機配備，僅測試未量產。
- AM39：空射型版本，1974年開始研發，1977年量產，1979年開始服役。
- SM39：潛射型版本，除了飛彈本體外，它使用馬達動力的輔助莢艙在水面下航行。
- MM40：改良式艦射型、陸基型版本，有block1、block2、block3等衍生型，block3為目前量產的最新版飛魚飛彈。

各型飛彈的尺寸與性能數據如下：
|          | MM 38                       | AM 39                       | SM 39                       | MM 40                       |
| -------- | --------------------------- | --------------------------- | --------------------------- | --------------------------- |
| 彈體直徑 | 0.348公尺                   | 0.348公尺                   | 0.348公尺                   | 0.348公尺                   |
| 彈體長   | 5.20公尺                    | 4.69公尺                    | 5.80公尺                    | 5.80公尺                    |
| 翼展     | 1.00公尺                    | 1.10公尺                    | 1.14公尺                    | 1.14公尺                    |
| 重量     | 750公斤                     | 655公斤                     | 666公斤                     | 855公斤                     |
| 彈頭重   | 165公斤破片彈頭加上延遲引信 | 165公斤破片彈頭加上延遲引信 | 165公斤破片彈頭加上延遲引信 | 165公斤破片彈頭加上延遲引信 |
| 速度     | 0.93馬赫                    | 0.93馬赫                    | 0.93馬赫                    | 0.93馬赫                    |
| 射程     | 42公里                      | 50至70公里                  | 50公里                      | 65公里                      |

### MM 38
MM 38是全系列當中第一款服役的飛彈，以2000年公佈的數字，一共生產1332枚，其中只有154枚是法國海軍所訂購。絕大多數未改良的MM 38已經超過產品有效期限，英國皇家海軍購置之飛魚飛彈均已除役，法國和大部分南美洲國家用戶陸續更換火箭發動機，法國本身還將飛彈的電子系統提升到與MM 40第二批次接近的等級。根據廠商報價，更換火箭發動機的費用是9萬美元/枚，可以延長至少10年壽命。
1994年馬來西亞海軍在演習時發射兩枚已經超過使用期限的飛彈，一枚成功命中40公里外的目標，另外一枚則無法鎖定目標。2002年印尼也發射過4枚超過期限的飛彈，其中3枚發射成功。

### AM 39
AM 39是全系列當中的空射型，也是阿根廷海軍航空隊對付英國艦隊的主要武器，射程50-70公里（取決於搭載機種的飛行高度與速度）。早期型的AM 39與MM 38都是採用類比電路，因此無法直接升級到MM 40第二批次的標準。到2002年為止，AM 39一共生產1100枚，其中法國海軍數量不到100枚。AM 39與MM 38的差異主要是控制面的修改，使得AM 39能夠適應載具超音速飛行的需求，此外火箭發動機的外殼改用鋼而非鋁合金。

### SM 39
SM 39是潛射型，包裝在一個火箭推進的夾囊當中。夾囊在發射之後會在離開潛艇一段距離之後才從水面下將飛彈發射出去，以保護潛艇的隱密和安全，當夾囊與飛彈一起時的重量為1345公斤，射程50公里。
從水面下發射的優點在於飛彈在啟始推進階段的最大爬升高度只有50公尺，相較於潛射型魚叉反艦飛彈的600公尺，更不容易被發現。SM 39與MM 40都是採用新的數位電路，簡化升級的手續，而且新型控制電腦容許飛彈在發射之後進行90度的轉向，舊式的MM 38只容許30度轉向。SM 39的生產數量不多，大約在150枚左右，第一個外銷國家是巴基斯坦，另外兩個已經證實的採購國是智利與印度。

### MM 40
MM 40是新一代的艦射與陸基發射型，也是採用數位電路和新尋標器。MM 40的控制翼面可以摺疊，體積比MM 38要小，一具MM 38發射器能夠裝置兩枚MM 40，無論是攻擊或者是海岸防禦火力都大幅增強。

#### MM 40第二批次
第二批次（Block 2）原先是一個機密計畫，直到1991年才首次於巴黎航空展對外公開。在外形上致力於降低雷達截面積（RCS），終端階段能夠採取迴避航線，中途還可以進行最高90度轉向。新型雷達尋標器可以在海象7級以下有效工作，並且能夠在發射前預先儲存目標資料，當雷達開啟之後與收到的訊號互相比較來選擇特定目標。
2000年法國航太宣布將以放棄的ANS反艦飛彈計畫中的科技運用在第二批次上面。Mod 1將採用改良型尋標器與雷射陀螺儀，以提升飛彈的可靠與精確度。Mod 2將加上新的數位電腦與使用全球定位系統（GPS），除了能夠在飛行途中預先輸入多個導航點之外，Mod 2還具備對岸上目標的攻擊能力，這些改良還可以運用在空射型AM 39和已經運交的MM 40飛彈上面。

#### MM 40第三批次
第三批次（Block 3）是2004年2月法國武器裝備總局委託MBDA研發的飛魚飛彈，主要目的是取代ANS飛彈計畫取消之後的戰力空檔，也繼續為飛魚飛彈在國際市場上維持競爭力。第三批次最大的改變是將火箭發動機更換為TRI-40發動機，發動機進氣來源在主翼後部的4個小進氣口，更換動力後的飛魚block3最大射程超過180公里，其他改良的部分還包含新型J波段尋標器，雷射陀螺儀、新型慣性導引系統，更換推進段後飛魚飛彈仍維持原先尺寸，但重量略微提升（740公斤），但不需要作改造仍可在既有的飛魚飛彈發射架上裝設。
第三批次是以第二批次的前半部彈體加上渦輪發動機和相關的結構，整體重量較第二批次為低，預計運動性能可以提升30%。除了接收全球定位系統的訊號之外，2008年開始第三批次也可以使用歐洲部署的伽利略衛星導航系統。
第三批次在2007年4月25日在勒旺島海域測試場完成最終測試，2008年10月開始量產。首張訂單是法國海軍在2008年12月簽訂，由45枚第二批次飛彈升級，配備在地平線級巡防艦上，在2011年後決定再升級80枚第二批次飛彈；目前有希臘、阿拉伯聯合大公國、智利、祕魯、卡達、阿曼、印尼、摩洛哥等國採購第三批次飛魚飛彈。巴西海軍採購的MM40則是配備MBDA與Avibras公司合作研製的發動機，該改良型在2012年完成測試。

## 實戰事蹟
阿根廷于战争前夕从法国购买5枚飞鱼导弹及其配套发射平台5架超军旗式攻击机，另於大力神號導彈驅逐艦上加裝飛魚導彈的發射架。这5枚导弹达成击沉英国舰船2艘，重伤1艘的战果。

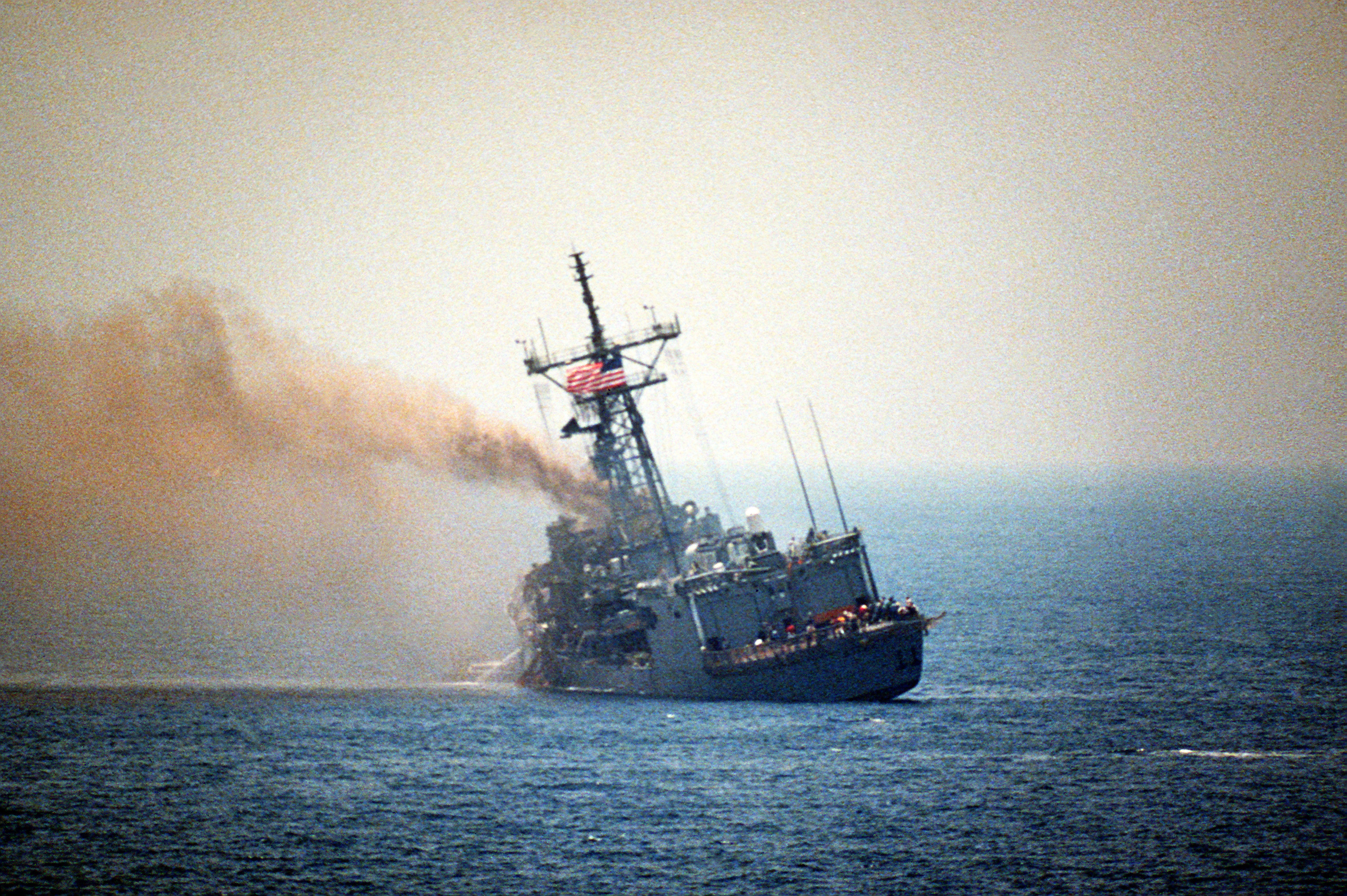
美國海軍巡防艦史塔克號在波斯灣遭飛魚飛彈擊中時的情況。

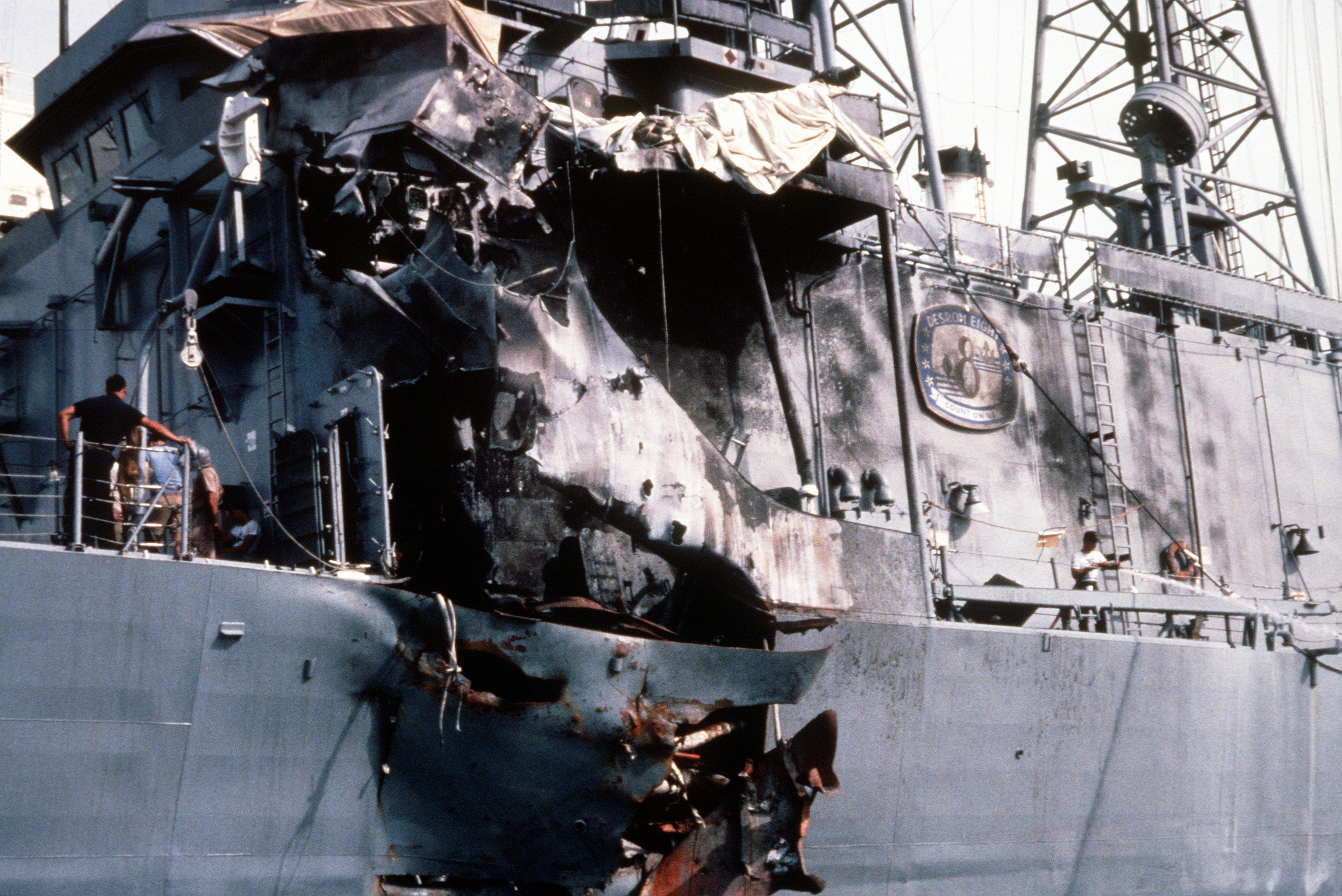
被飛魚飛彈擊中的史塔克號巡防艦受損部位。

最讓飛魚飛彈聲名大噪的一次事件，莫過於在1982年時爆发的福克蘭戰爭（马岛战争）中，擊沉英國皇家海軍的雪菲爾號驅逐艦（HMS Sheffield D-80）。
在5月4日的衝突中，兩架從南美大陸起飛、隸屬於阿根廷海軍航空隊的法製超級軍旗式攻擊機（Super Étendard），分別由奥古斯托·贝达卡拉茨（Augusto Bedacarratz）和阿曼多·马约拉（Armando Mayora）駕駛，先在距離英國艦隊462公里外進行空中加油之後，利用另外一架海上偵察機的協助，在距離英國艦隊20公里遠地方發射兩枚空射型的AM39飛魚，這兩枚飛彈在靠近艦隊10公里處啟動雷達搜尋鎖定雪菲爾號，其中一枚沒有擊中目標，另一枚則擊中雪菲爾號艦身中央、離水線僅有1.8公尺高的位置，直接射入該艦的電子火控室。雖然該枚飛魚飛彈本身並沒有引爆成功，但飛彈所攜帶的固態燃料卻引發大火，燃燒產生的毒氣令多名英軍人員死亡，包括此次戰爭中双方阵亡最高阶军官英军准将舰长一名。中彈八小時後船員被迫放棄該艦，雖然英軍嘗試拖往南喬治亞搶救，但因為中彈位置接近水線，當時風浪又大，海水不斷湧入船艙，雪菲爾號未拖到南喬治亞時已經因為進水過多，於5月10日沉沒。雪菲爾號是英國皇家海軍自第二次世界大戰之後，第一艘被擊沉的軍艦。
除了雪菲爾號外，飛魚飛彈還在5月25日擊沉以散裝貨櫃船臨時改裝的垂直起降航空母艦，大西洋搬運者號（SS Atlantic Conveyor）。6月12日時，一枚陸基飛魚飛彈擊中格拉摩爾根號驅逐艦（HMS Glamorgan D-19）但該艦在船員搶救下沒有沉沒，諷刺的是，格拉摩爾根號是英國海軍艦隊裡幾艘也配備有飛魚飛彈的船艦之一。当时英国出于对它的担心，设法从法国处获得该弹的通信频道和雷达信息。同时情报部门也大力采取措施不让阿方获得更多的导弹。
除了福克蘭戰役外，飛魚飛彈也在兩伊戰爭期間，被伊拉克用來攻擊伊朗方面的船隻，與所有途經波斯灣海域載運有該地區產原油的油輪，意圖打擊伊朗的石油貿易，伊拉克還特意購入加強反艦能力的幻影F1配合使用。例如在1988年5月14日，當時世界上排水量最大的船隻海上巨人號油輪被飛魚導彈擊中沉沒。
除此之外，1987年5月17日，一架伊拉克空軍的幻影F1發射兩枚飛魚飛彈擊中美國海軍斯塔克号护卫舰（USS Stark FFG-31），造成37名美軍死亡及多人受傷，該艦嚴重受損。與雪菲爾號同樣，根據資料，史塔克號在中彈前完全沒有偵測到來襲的飛魚飛彈。

## 使用國家
飛魚飛彈在國際上非常受到歡迎，使用的國家數目相當多，其中有17個國家使用MM 38，3個國家使用SM 39，18個國家使用AM 39，以及40個國家使用MM 40。
目前還在使用飛魚飛彈的國家，包括法國、德國、巴基斯坦、阿拉伯聯合大公國、阿根廷、新加坡、南非、巴西、阿曼、埃及、伊拉克、科威特、利比亞、卡達與秘魯等有在使用法製裝備的國家。
英國海軍也曾經使用過飛魚飛彈，其中最後幾艘配備此型飛彈的船艦之一的拳師級巡防艦（Boxer class frigate，又稱為Batch 2 Type 22 / 22型第二批巡防艦）——雪菲爾號（HMS Sheffield F 96）與它的姊妹艦科芬特里號（HMS Coventry F 98），就是以當年在福島戰爭中被擊沈的兩艘42型驅逐艦為名以茲追憶。這兩艘巡防艦已在2002年時除役並分別出售給智利與羅馬尼亞，成為威廉海軍上將號（Almirante Williams FFG19）與斐迪南國王號（Regele Ferdinand），但早在兩艘軍艦除役前的1997年10月時，英國皇家海軍就已經陸續開始停用艦隊中的飛魚飛彈，並在1999年時正式完全停用。雖然當時因為兩艘軍艦已經屆服役年限，因此英國軍方並未將兩艦艦首的四具單發型MM 38飛魚飛彈發射器拆除換裝他型武器系統，但在其他較新的英軍軍艦上，停用的飛魚系統大多是由較新銳的魚叉反艦飛彈（Harpoon SSM）系統所取代。

## 外部連結
- MM38 Exocet Missile （页面存档备份，存于）
- MM38 Exocet Missile （页面存档备份，存于）
- Argentine Aircraft in the Falklands
- Exocet SM39/MM40 （页面存档备份，存于）